# Дело, Николас
Николас Дело (фр. Nicolas Deleau jeune, 1797—1862) — французский специалист в области отиатрии.

## Биография
Николя Дело родился в старинной буржуазной семье из Фекокура в Лотарингии. Он родился в Везлизе, где его семье принадлежала гостиница де Таваньи. Его отец Жан-Ноэль Дело — буржуа из Везлизы, владелец гостиницы, а его мать Элизабет Боттин из семьи военных врачей.
Работы по распознаванию и лечению разрывов барабанной перепонки, введению воздушных душей в терапию болезней уха и выслушиванию его при различных страданиях. Капитальный труд «Extrait d’un ouvrage inédit intitulé traitement des maladies de l’oreille moyenne etc.» (1830).
Николя Дело умер в Ларшане 30 ноября 1862 года в возрасте 65 лет от сибирской язвы на плече.

## Личная жизнь
Николас Дело женился в январе 1820 года на Беатрикс-Виктуар Соус дочери Жана-Батиста Соуса.